# 야훼의 딸
"야훼의 딸"은 한국에서 제작된 박남수 감독의 1986년 드라마, 멜로/로맨스 영화이다. 김기석 등이 주연으로 출연하였고 김화식 등이 제작에 참여하였다.

## 출연

### 주연
- 김기석
- 김진아
- 김혜란
- 김성수

## 기타
- 조명: 김강일
- 녹음: 김병수